# تپه درمان بیوینی لجین
تپه درمان بیوینی لجین مربوط به سده‌ها میانه دوران‌های تاریخی پس از اسلام است و در شهرستان ورزقان، بخش مرکزی، دهستان ازومدل جنوبی، ۲ کیلومتری شمال روستای لجین واقع شده و با شمارهٔ ثبت ۳۶۶۱۴ به‌عنوان یکی از آثار ملی ایران به ثبت رسیده است.